# Brancion

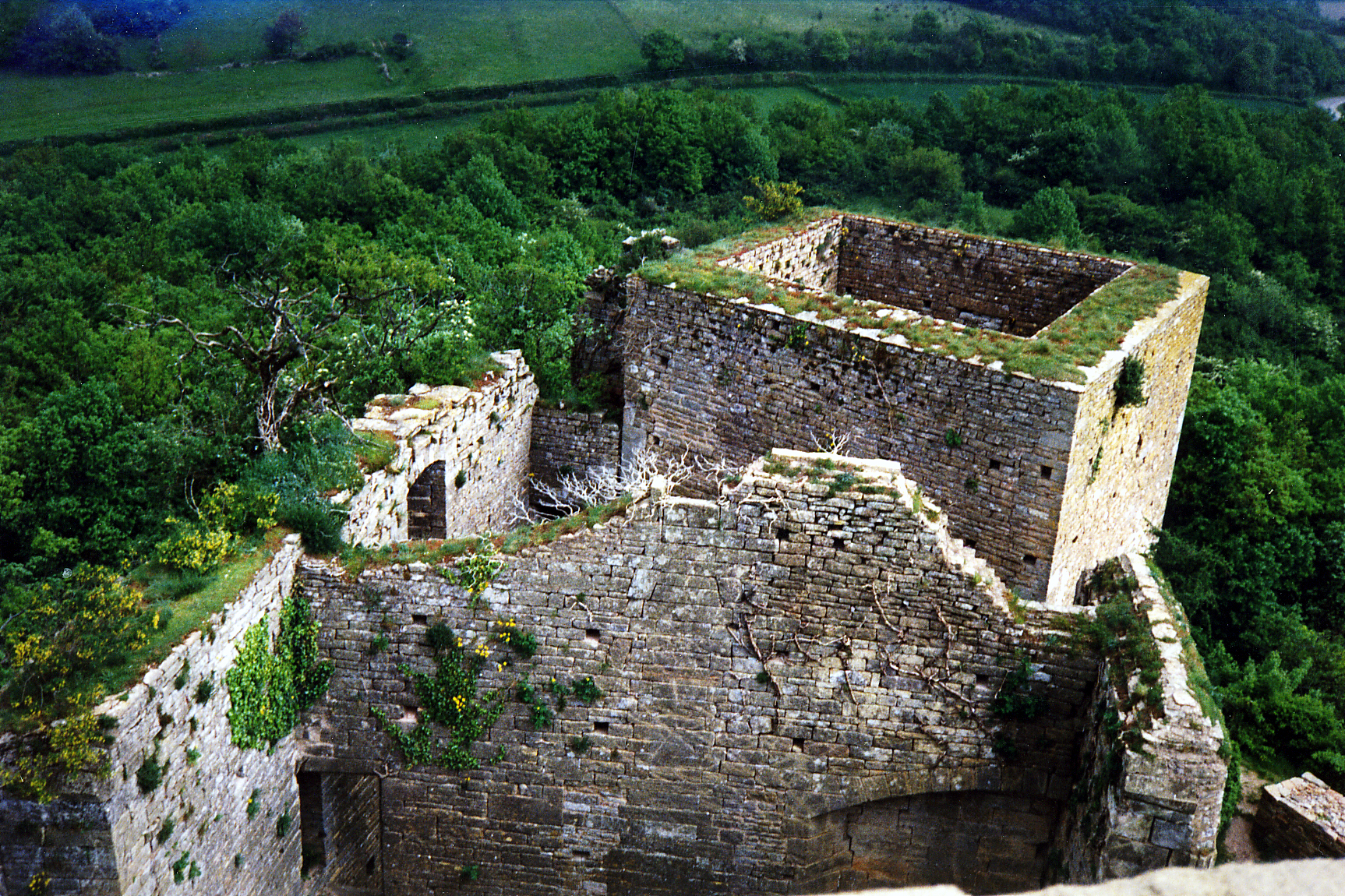
Burgruine von Brancion

Brancion ist ein kleiner Ort westlich von Tournus in der Region Bourgogne-Franche-Comté in Frankreich. Er gehört zur Gemeinde Martailly-lès-Brancion im Département Saône-et-Loire. Trotz seiner geringen Größe ist der Ort für den Tourismus von Bedeutung. Hier sind Teile eines alten Dorfes noch belebt und es ist eine Kirche aus dem 12. Jahrhundert vorhanden. Brancion kann nicht nur mit dieser mittelalterlichen Kirche aufwarten, sondern auch mit einer Burganlage.

## Geschichte
Die strategische Bedeutung des Ortes beruhte auf seiner Lage am Passübergang vom Tal der Saône ins Tal der Grosne. Die Herren von Brancion sind im 10. bis 13. Jahrhundert nachgewiesen. Sie lagen im dauernden Kampf mit den Äbten der nahegelegenen Abtei Cluny. Josserand III. zog mit König Ludwig IX. von Frankreich in den Kreuzzug und starb 1250 bei der Schlacht von al-Mansura. Sein Sohn Heinrich II. verkaufte seine Herrschaft 1259 an den Herzog von Burgund. Brancion galt als einer der Schlüssel zum Herzogtum und wurde stärker befestigt. 1477 fiel es mit dem Herzogtum an das Königreich Frankreich. Zu den letzten kriegerischen Auseinandersetzungen kam es in den Religionskriegen. 1594 wurde die Burg geplündert.

## Saint-Pierre
Am Rand des Dorfes steht die Kirche Saint-Pierre. Sie war immer so unbedeutend, dass sie nie verändert wurde. Das hat den großen Vorteil, dass man hier einen originalen Raumeindruck einer kleinen Dorfkirche aus dem 12. Jahrhundert erleben kann. Der Bau ist ganz aus ockerfarbenen Bruchsteinen errichtet, auch das Dach und die Spitze des Vierungsturms.
Hier sieht man auch eine Eigentümlichkeit der frühen burgundischen Kirchen, das sogenannte „nef obscur“, also das dunkle Kirchenschiff, ein Mittelschiff mit Längstonne ohne Obergadenfenster und relativ hohen Seitenschiffen, die oft mit dem Mittelschiff unter einem Dach zusammengefasst werden wie hier. Das ist eine vereinfachte Bauweise, die es erst gar nicht riskierte, das Gewölbe durch Fenster zu gefährden. Licht kommt nur vom Eingang, vom Chor und von winzigen Fenstern in den Seitenmauern.
Der Boden ist mit großen unregelmäßigen Steinplatten ausgelegt, die mittlerweile durch die lange Benutzung einen marmorähnlichen Glanz an der Oberfläche angenommen haben.
Dieses kleine Idealbild einer romanischen Kirche erinnert in der Bautechnik an die Kirche St-Philibert (Tournus) mit dem Mauerwerk aus kleinen Bruchsteinen in dicken Mörtellagen, mit dem spärlichen Baudekor und mit einfachen Lisenen als einziger Wandgliederung. Saint Pierre zeigt mit seinem Spitztonnengewölbe jedoch bereits den Einfluss der Abteikirche von Cluny III.
Im Inneren der Kirche zeigen stark verwitterte Wandmalereien in der Chorapsis Christus als Weltenrichter mit den vier Evangelistensymbolen, den zwölf Aposteln und den Auferstehenden. In der südlichen Nebenapsis sieht man Pilger vor einer Kirche, im Seitenschiff zwei Szenen mit der Aufnahme der Seelen in Abrahams Schoß. Die liegende Grabfigur im Langhaus aus der Zeit um 1250 könnte den Kreuzfahrer Josserand III. darstellen, kam aber erst in neuerer Zeit aus einem Schlosspark hierher.

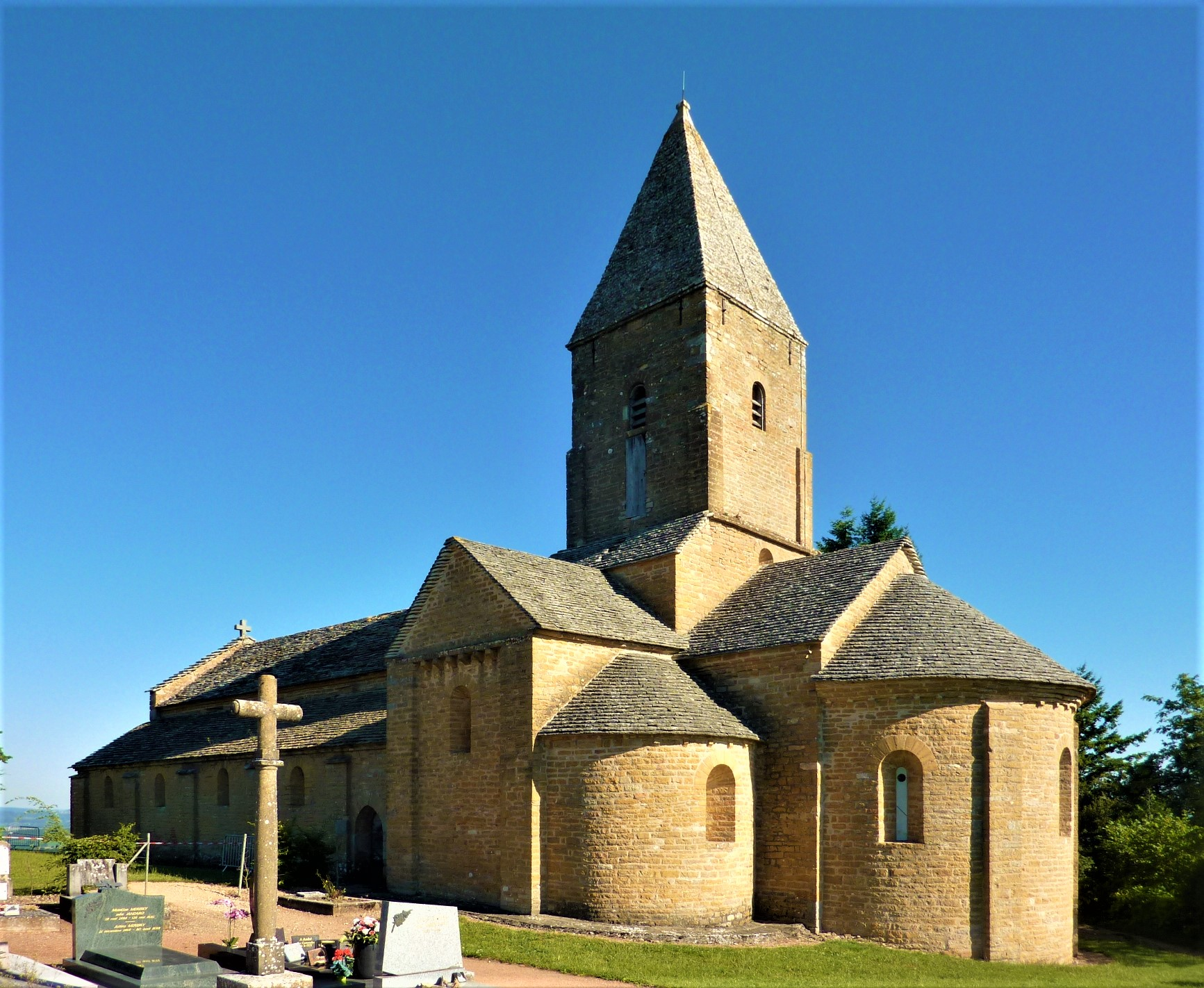
Kirche Saint-Pierre
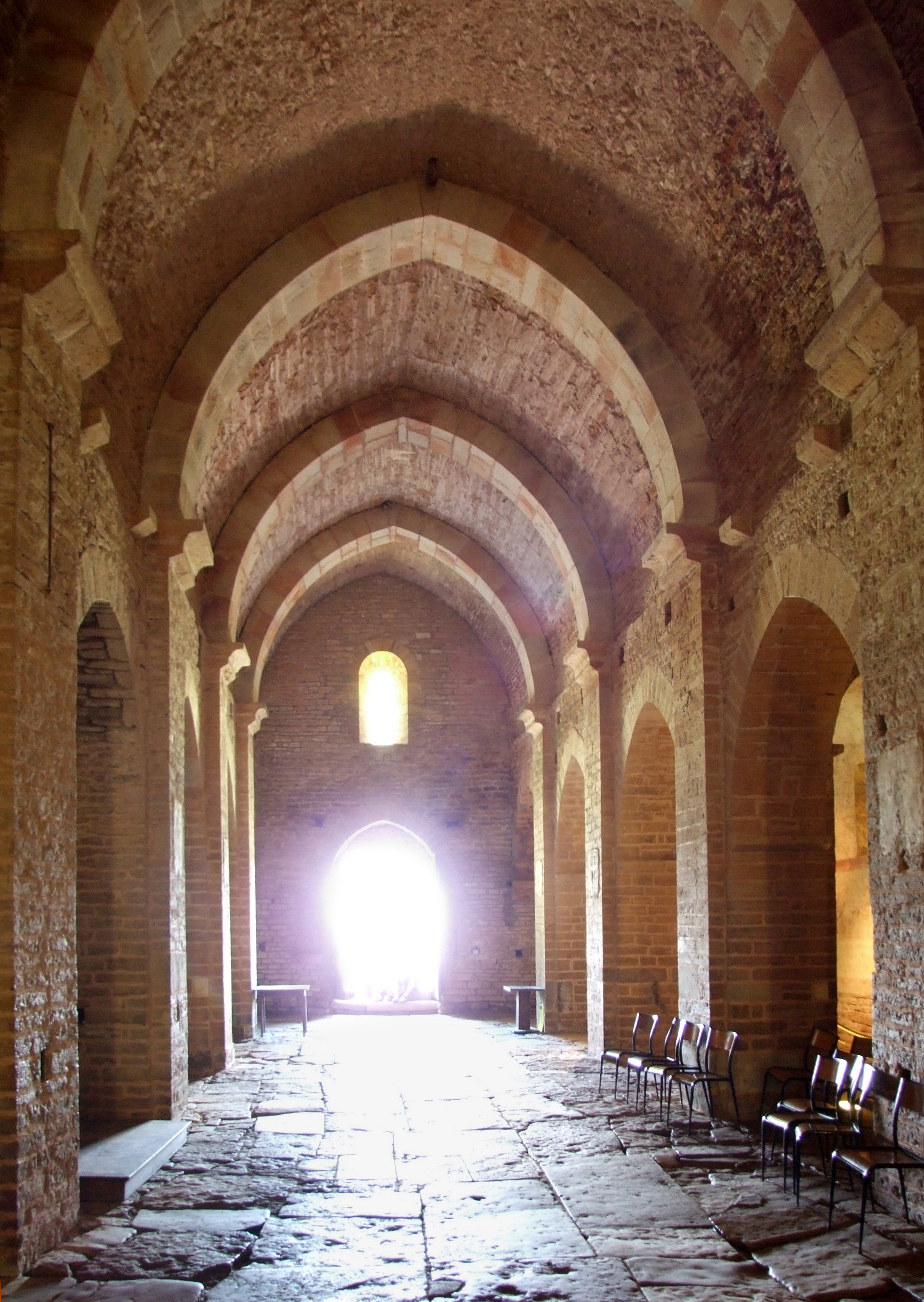
Mittelschiff
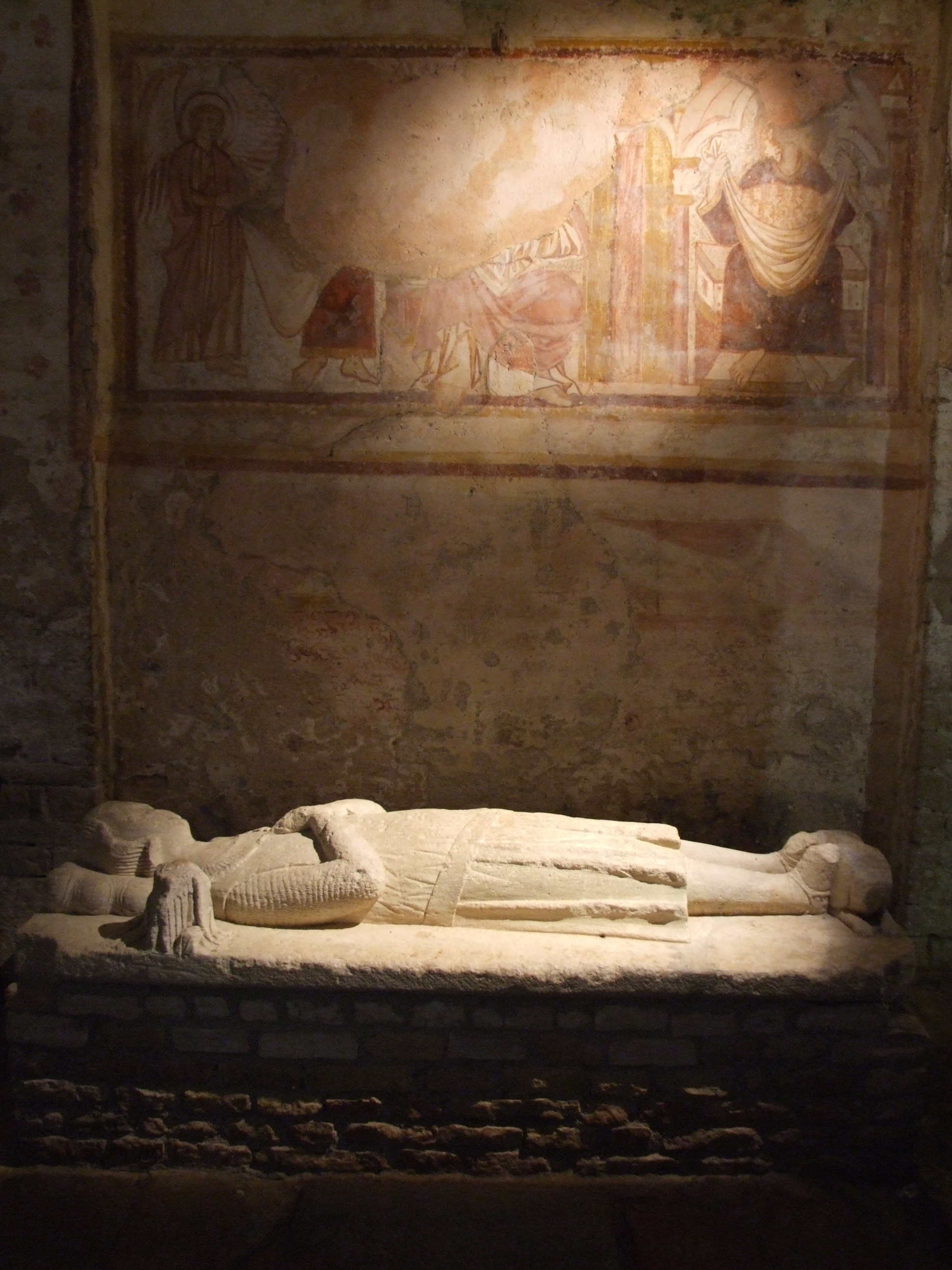
Josserand III. (?)

## La-Chapelle-sous-Brancion

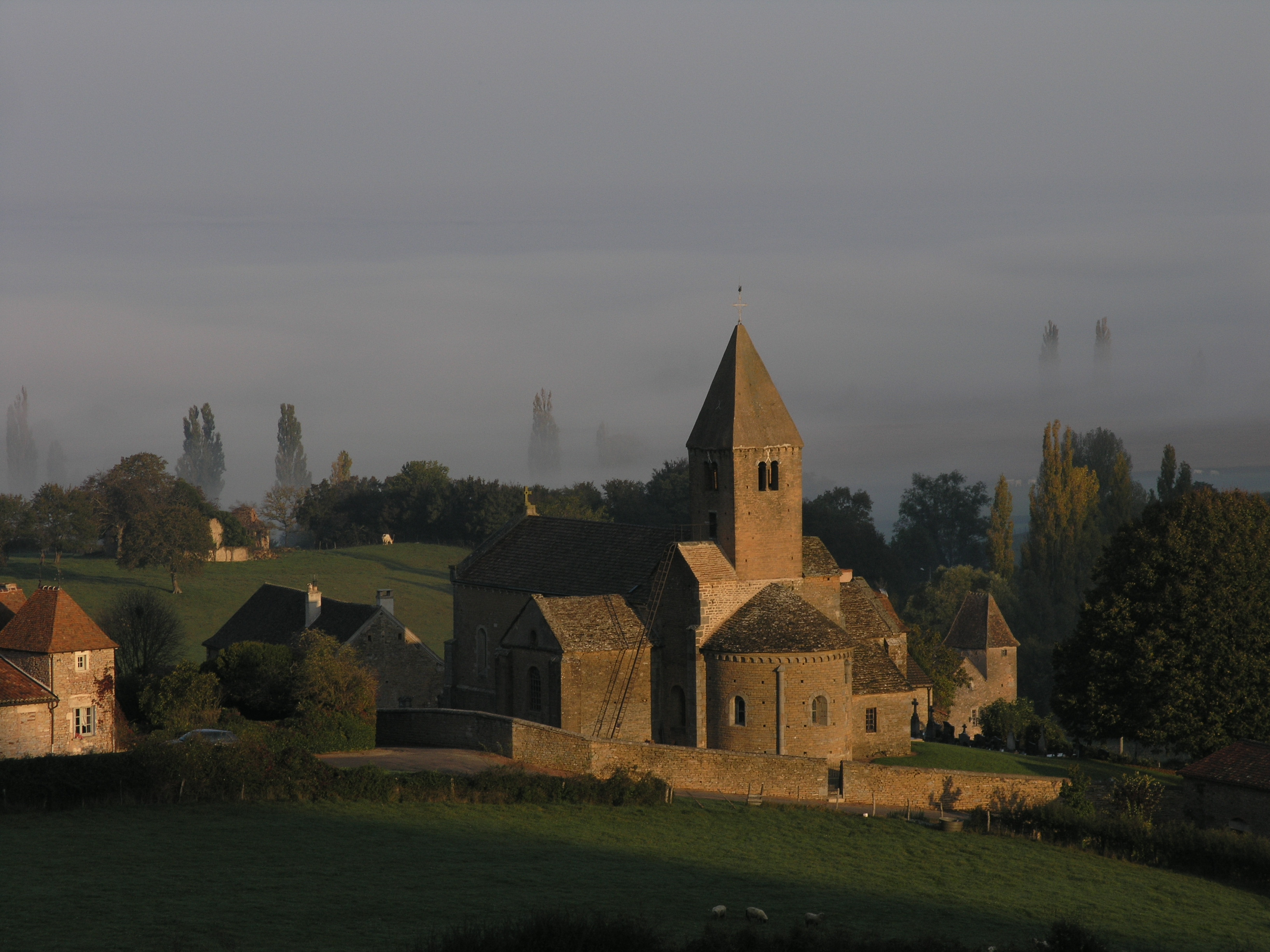
La-Chapelle-sous-Brancion

Unterhalb des Dorfes befinden sich im Tal der Grosne die Kirchen von La-Chapelle-sous-Brancion und Lancharre.